# 安乐蜥科
安乐蜥科（学名：Dactyloidae）为有鳞目的一个科。

## 下级分类
本科包括以下属：
- 安乐蜥属 Anolis Daudin, 1802
- 奥单蜥属 Audantia
- 查马蜥属 Chamaelinorops
- 腾诺蜥属 Ctenonotus
- 达克蜥属 Dactyloa
- 德罗蜥属 Deiroptyx
- 蛇鳞蜥属 Norops
- 西凤蜥属 Xiphosurus